# Anayateri
Els anayateris (Anayatherium) són un gènere extint de mamífers notoungulats de la família dels leontínids que visqueren a Sud-amèrica durant l'Oligocè, fa entre 21 i 29 milions d'anys. Se n'han trobat restes fòssils a Bolívia. La morfologia de les dents postcanines fa pensar que eren animals brostejadors que es nodrien de fulles tendres, branquillons i brots. Les dues primeres dents incisives superiors eren caniniformes. Es calcula que l'espècie A. fortis tenia una llargada de cap a gropa de 2-2,5 m i un pes de 280-370 kg. El nom genèric Anayatherium significa ‘bèstia d'Anaya’, en referència al paleontòleg bolivià Federico Anaya.